# Шести артилерийски полк
Шести артилерийски полк е български артилерийски полк, формиран през 1889 година, взел участие в Балканската (1912 – 1913), Междусъюзническата (1913), Първата (1915 – 1918) и Втората световна война (1941 – 1945).

## Формиране
Шести артилерийски полк е формиран с Указ №40 от 1 май 1889 година, когато в Пловдив, в състав от четири батареи и планински (горски) взвод, като кадри са взети от 3-ти артилерийски полк. На 21 септември 1890 е преместен на постоянен гарнизон в Сливен.

## Балкански войни (1912 – 1913)
През Балканската война (1912 – 1913) полкът е мобилизиран и преведен от мирновременен във военновременен, като се развръща в 6-и полски скорострелен артилерийски полк, формира 6-и нескорострелен артилерийски полк, влиза в състава на 3-та пехотна балканска дивизия (1-ва армия) и е под командването на полковник Петър Вариклечков. Взема участие в боевете при Чорлу, Бабаески, Одрин, Люлебургас, Дедеагач и Демирхисар. Демобилизиран е през юли 1913 година.

### Шести нескорострелен артилерийски полк
Шести нескорострелен артилерийски полк е формиран в Сливен на 24 септември 1912 година от редовни и мобилизирани чинове на Шести артилерийски полк. Състои се от две артилерийски отделения с по три батареи от по шест 8.7 см оръдия. Влиза в състава на 3-та пехотна балканска дивизия. Командването на полка се поема от подполковник Радослав Каменов и води сражения при Чаталджа, Одрин, Агниста, Гевгели и Дойран. Демобилизиран и разформиран е след края на Междусъюзничекста война (1913) на 13 август 1913 година, като чиновете му се превеждат обратно в Шести артилерийски полк.

## Първа световна война (1915 – 1918)
За участие в Първата световна война (1915 – 1918) на основание телеграма № 4269 от 10 септември 1915 година на началника на 3-та дивизионна област, на 11 септември 6-и артилерийски полк е отново мобилизиран и се развръща. Полкът е под командването на полковник Георги Тодоров, част е от 3-та артилерийска бригада (3-та пехотна балканска дивизия, 2-ра армия). Демобилизиран е на 4 октомври 1918 година.
При намесата на България във войната полкът разполага със следния числен състав, добитък, обоз и въоръжение:
| Числен състав                                       | Добитък               | Обоз                                                     | Въоръжение                                                            |
| --------------------------------------------------- | --------------------- | -------------------------------------------------------- | --------------------------------------------------------------------- |
| Офицери: 39 Чиновници: 2 Подофицери и войници: 1821 | Коне: 1691 Волове: 70 | Обикновени коли: 161 Товарни коли: 232 Специални коли: 2 | Пушки и карабини: 60 Полски с.с. оръдия: 24 Планински с.с. оръдия: 12 |

## Между двете световни войни
На 1 януари 1921 в изпълнение на клаузите на Ньойския мирен договор полкът е реорганизиран в 6-о артилерийско отделение. През 1927 година отново се развръща в полк, като 6-и артилерийски полк, но носи явното название отделение до 1938 година.

## Втора световна война (1941 – 1945)
По време на Втора световна война (1941 – 1945) през 1941 и 1942 година полкът е на Прикриващия фронт. Взема участие във втората фаза на заключителния етап на войната в състава на 3-та пехотна балканска дивизия. Демобилизиран е на 16 юни 1945 година. 
За времето в което полкът отсъства в мирновременния си гарнизон, на негово място се формира допълваща батарея.

## Наименования
През годините полкът носи различни имена според претърпените реорганизации:
- Шести артилерийски полк (1 май 1889 – 24 септември 1912)
- Шести полски скорострелен артилерийски полк (24 септември 1912 – 1913)
- Шести артилерийски полк (1913 – 1 януари 1921)
- Шесто полско артилерийско отделение (1 януари 1921 – 1924)
- Шесто артилерийско отделение (1924 – 1927)
- Шести артилерийски полк (1927 – 1938)
- Шести дивизионен артилерийски полк (1938 – 1950)
- Двадесети оръдеен артилерийски полк (1951 – 1953)
- Двадесети артилерийски полк (1954 – 1961)
- Двадесети дивизионен артилерийски полк (1962 – 1987)

## Командири
Званията са към датата на заемане на длъжността.
| №  | звание       | име                  | дати                             |
| -- | ------------ | -------------------- | -------------------------------- |
| 1. | Майор        | Павел Панов          | от април 1889                    |
| 2. | Майор        | Никола Брусев        | от август 1890                   |
|    | Майор        | Васил Севов          | от 1 януари 1891, временен       |
|    | Полковник    | Петър Вариклечков    | 1 януари 1898 – 1913             |
|    | Полковник    | Никола Бакърджиев    | към 1904                         |
|    | Полковник    | Васил Райнов         | 1 ноември 1913 – до края на 1914 |
|    | Подполковник | Радослав Каменов     | Балкански войни – януари 1915    |
|    | Полковник    | Георги Тодоров       | от януари 1915                   |
|    | Полковник    | Иван Китайков        | Първа световна война             |
|    | Подполковник | Владимир Заимов      | 19 май 1923 – 22 декември 1923   |
|    | Подполковник | Стефан Бояджиев      | 1935 – 1940 (?)                  |
|    | Подполковник | Иван Сапунджиев      | 1936 – 1939 (?)                  |
|    | Подполковник | Иван Калайджиев      | 1940 – 1941                      |
|    | Подполковник | Боню Пиронков        | 1941 – 12 септември 1944         |
|    | Подполковник | Тодор Кацаров        | от 12 септември 1944             |
|    | Полковник    | Младен Петков Костов | 1946                             |

Други командири: Димитър Михайлов